# لوکا جونز
لوکا جونز (انگلیسی: Luuka Jones؛ زادهٔ ۱۸ اکتبر ۱۹۸۸) قایقران اهل نیوزیلند است.
وی در مسابقات کشوری و بین‌المللی در مجموع برندهٔ ۱ مدال نقره، ۱ مدال برنز شده‌است.